# Ivona Petri
Ivona Petri (Bosanski Brod, 16. svibnja 1897. – Zagreb, 21. ožujka 1974.) je bila hrvatska kazališna i filmska glumica.

## Filmografija

### Filmske uloge
- "Mirisi, zlato i tamjan" kao Madona (1971.)
- "La cattura" kao starija žena (1969.)
- "Vlak bez voznog reda" kao Perišina, Lovrina, Dujina i Špirina majka (1959.)
- "Putnici sa Splendida" (1956.)

## Vanjske poveznice
- Ivona Petri u internetskoj bazi filmova IMDb-u (engl.)